# Öttusa az 1972. évi nyári olimpiai játékokon
Az 1972. évi nyári olimpiai játékokon öttusában két versenyszámban avattak bajnokot.

## Éremtáblázat
(Magyarország eltérő háttérszínnel, az egyes számoszlopok legmagasabb értéke, illetve értékei vastagítással kiemelve.)
| Az 1972. évi nyári olimpiai játékok éremtáblázata öttusában | Az 1972. évi nyári olimpiai játékok éremtáblázata öttusában | Az 1972. évi nyári olimpiai játékok éremtáblázata öttusában | Az 1972. évi nyári olimpiai játékok éremtáblázata öttusában | Az 1972. évi nyári olimpiai játékok éremtáblázata öttusában | Olimpia  |
| ----------------------------------------------------------- | ----------------------------------------------------------- | ----------------------------------------------------------- | ----------------------------------------------------------- | ----------------------------------------------------------- | -------- |
|                                                             | Ország                                                      | Arany                                                       | Ezüst                                                       | Bronz                                                       | Összesen |
| 1.                                                          | Szovjetunió (URS)                                           | 1                                                           | 1                                                           | 1                                                           | 3        |
| 2.                                                          | Magyarország (HUN)                                          | 1                                                           | 1                                                           | 0                                                           | 2        |
|                                                             |                                                             |                                                             |                                                             |                                                             |          |
| 3.                                                          | Finnország (FIN)                                            | 0                                                           | 0                                                           | 1                                                           | 1        |
|                                                             |                                                             |                                                             |                                                             |                                                             |          |
| Összesen                                                    | Összesen                                                    | 2                                                           | 2                                                           | 2                                                           | 6        |

## Érmesek
| Az 1972. évi nyári olimpiai játékok érmesei öttusában |                                                                            |       |                                                                   |       |                                                                  |       |
| Versenyszám                                           | Arany                                                                      | Arany | Ezüst                                                             | Ezüst | Bronz                                                            | Bronz |
| egyéni                                                | Balczó András · Magyarország (HUN)                                         | 5412  | Borisz Onyiscsenko · Szovjetunió (URS)                            | 5335  | Pavel Lednyov · Szovjetunió (URS)                                | 5328  |
| csapat                                                | Szovjetunió (URS) · Borisz Onyiscsenko · Pavel Lednyov · Vlagyimir Smeljov | 15968 | Magyarország (HUN) · Balczó András · Villányi Zsigmond · Bakó Pál | 15348 | Finnország (FIN) · Risto Hurme · Veikko Salminen · Martti Ketelä | 14812 |

## Magyar szereplés
- Balczó András 1. hely 5 412 pont
- Villányi Zsigmond 12. hely 5 047 pont
- Bakó Pál 15. hely 4 879 pont
- Csapat: 2 hely 15 343 pont